# The Twilight Saga: Breaking Dawn – Part 2
The Twilight Saga: Breaking Dawn – Part 2 är en amerikansk film från 2012 i regi av Bill Condon. Filmen är den sista av två delar som är baserade på Stephenie Meyers roman Så länge vi båda andas. Den hade premiär i Sverige den 14 november 2012 och i USA den 16 november 2012. Filmen har 11-årsgräns.
Filmen nominerades i alla kategorier för Golden Raspberry Awards 2013.